# Inspectores 2
Inspectores 2 (título original: The Inspectors 2: A Shred of Evidence) es un telefilme de crimen de 2000 dirigido por Brad Turner y protagonizado por Louis Gossett, Jr. y Jonathan Silverman.

## Argumento
En Baltimore un hombre ha muerto en un accidente y la policía informa a su mujer Emily Furston respecto a lo ocurrido. Sin embargo él, Ed Furston, resulta estar vivo. Investigando el raro suceso, los inspectores postales del Servicio de Inspección Postal de Estados Unidos, la policía federal más antigua de Estados Unidos, Frank Hughes y Álex Urbina, ambos casados, descubren, que Ed Fuston había sido víctima de un robo de identidad. 
El hombre muerto era un estafador que había conseguido papeles de ofertas de tarjetas de crédito a través de correo que le habían ofrecido y que había tirado a la basura sin romperlas, para conseguir con esa información una tarjeta de crédito y así utilizarla en su provecho durante cinco meses. También había hecho eso con muchos otros. Como la policía lo identificó por la tarjeta de crédito que llevaba cuando había muerto, ellos pensaron por ello que era el hombre que en realidad estaba vivo.
Investigando más al estafador, ambos descubren que tiene un socio que trabajaba con él aunque separado de él, con el mismo propósito. Por ello deciden atraparlo. Ese socio, que es más peligroso y que se presenta como Joe, sin que nadie pueda saber su verdadero nombre, descubre entonces la muerte de su socio y decide por ello borrar sus huellas y desaparecer. Para ello decide incluso matar a dos mujeres que fueron cómplices suyos y que le ayudaron en sus estafas sin darse cuenta a través de embauques suyos. Consigue matar a una, pero la otra puede ser salvada a tiempo por los inspectores, la cual les ayuda luego dándoles para ello una descripción de él. 
Aun así tiene mucho dinero en una cuenta gracias a sus actuaciones criminales y que también quiere sacar antes de desaparecer y con otra estafa de identidad consigue llegar al dinero que los inspectores ya habían encontrado e irse. Sin embargo ellos consiguen identificarlo cuando deja el banco, lo persiguen y consiguen atraparlo vivo. 
Una vez arrestado, no pueden averiguar quien es en realidad, ya que tiene un sinfín de identidades, algo que es bastante frecuente entre estafadores de ese calibre. También cabe destacar que el problema del robo de identidades, un grave problema, está floreciendo en el presente.

## Reparto
| Actor              | Personaje              |
| ------------------ | ---------------------- |
| Louis Gossett, Jr. | Inspector Frank Hugues |
| Jonathan Silverman | Inspector Alex Urbina  |
| Michael Madsen     | Joe                    |
| Samantha Ferris    | Lauren Urbina          |
| Greg Thirloway     | Bridges                |
| Claire Riley       | Catherine Hughes       |
| Jane Spence        | Emily Furston          |
| Paul Jarrett       | Ed Furston             |

## Producción
La película se filmó en Columbia Británica, Canadá.

## Recepción
Hoy en día el telefilme ha sido valorado por el portal de información en el Internet IMDb. Con 543 votos registrados al respecto, esta película obtiene en el portal una media ponderada de 6,0 sobre 10.